# (8735) Yoshiosakai
(8733) Ohsugi – planetoida należąca do zewnętrznej części pasa głównego asteroid okrążająca Słońce w ciągu 5 lat i 270 dni w średniej odległości 3,21 au. Została odkryta 2 stycznia 1997 roku w obserwatorium astronomicznym w Ōizumi przez Takao Kobayashiego. Nazwa planetoidy pochodzi od Sakai Yoshio (1923-2002), pioniera w budowaniu obserwatoriów astronomicznych. Przed nadaniem nazwy planetoida nosiła oznaczenie tymczasowe (8735) 1997 AA1.